# Euraziatische bosolifant
De Euraziatische bosolifant (Palaeoloxodon antiquus) is een uitgestorven slurfdier uit de groep der olifanten. De soort leeftde in het Pleistoceen in Europa en Zuidwest-Azië. Met een schouderhoogte van 3,81 tot 4,2 meter en een gewicht van 10,8 tot 15 ton was de soort groter dan de wolharige mammoet of de moderne Afrikaanse olifant. Op resten van een Euraziatische bosolifant van ca. 125.000 jaar oud zijn sporen van werktuigen aangetroffen. Dit is een teken dat deze door vroege mensen geslacht is, hoewel niet zeker is of er ook door mensen op het dier gejaagd is.